# Епифань
Епифа́нь — посёлок в Кимовском районе Тульской области России.
В рамках административно-территориального устройства входит в Кораблинский сельский округ Кимовского района, в рамках организации местного самоуправления является центром сельского поселения Епифанское.
До 1926 года — город, в 1926—1938 гг. — село, в 1938—2011 гг. — посёлок городского типа (рабочий посёлок).
Посёлок входил в перечень исторических городов России с 2002 по 2010 годы.

## География
Расположен на левом берегу Дона, в 78 км к юго-востоку от Тулы, в 15 км к югу от железнодорожной станции Кимовск (на линии Тула — Ряжск).

## Население
| 1891  | 1926  | 1939  | 1959  | 1970  | 1979  | 1989  | 2002  | 2009  |
| ----- | ----- | ----- | ----- | ----- | ----- | ----- | ----- | ----- |
| 6429  | ↘2556 | ↗3975 | ↘3964 | ↘2708 | ↘2471 | ↘2457 | ↘2377 | ↘2226 |
| 2010  |       |       |       |       |       |       |       |       |
| ↗2237 |       |       |       |       |       |       |       |       |

## История
Епифань была основана как деревянная крепость в 1566 или 1567 году (по другим данным в 1578 году) князем Иваном Мстиславским, двоюродным племянником Ивана Грозного. Епифанская крепость была с высокой сторожевой башней и теремами, а также несколькими храмами на посаде. В писцовых книгах 1571—1572 годов о Епифанской крепости говорится следующее: 

В Епифанском лугу острог на реке на Дону, у Епифанова болота, вниз по Дону на левой стороне поставление князя Ивана Федоровича Мстиславского, а острог ставлен на три углы, одна стена ведена от Дона по горе. другая от речки от Лютыя по горе ж возле враг, а третья стена от поля к торгу, а кругом острогу... 320 сажен. А острог делан тыном, дубовые бревна вверх дву сажени без лохти, а изнутри в остроге кругом забор в столбах дубовый, вверх сажень без лохти, а ширина меж острогу и забору полсажени засыпано землей. А вокон боевых из острогу в трех стенах 12 вокон, да в остроге три башни. Вокруг острога ров и вал земляной четыре метра. Башни шестиугольные высотой 10 метров. Средняя башня над въездными воротами четырехугольная, высотой 14 саженей. В ней семь боев (этажей), тридцать восемь бойниц, а наряду в ней пять пищалей затинных, да пищаль самопальная, да два воза колья дубового востреных на оба конца...
Как и нововозведенный Дедилов, Епифань предназначалась для обороны пространства между двумя участками Большой засечной черты и стала одним из опорных пунктов против крымско-ногайских набегов на Русь. Здесь располагается осадный гарнизон численностью более 700 бойцов — пушкарей, стрельцов, пищальников, затинщиков, воротников, плюс значительное количество казаков. Найденные различные украшения и серебряные монеты свидетельствуют о том, что военные люди получали от государства жалованье.
Земли Епифанского уезда, как и сама Епифань, сильно пострадали в период Смутного времени. В 1613 году казачьим атаманом Иваном Заруцким, сторонником сына Лжедмитрия II и Марины Мнишек Ивана Ворёнка, лагерь которого стоял возле Епифани, вся ближайшая к городу округа была разграблена. В 1618 году уезд и город подверглись разграблению сторонником сына польского короля Владислава IV кошевым атаманом Запорожской Сечи гетманом Петром Конашевичем-Сагайдачным. Ввиду того, что данные земли лежали на Муравском шляхе, традиционном пути набегов крымских татар в центральные регионы Руси, Епифанская крепость находилась под постоянным ударом и регулярно вооружалась и обновлялась. За 1609, 1620—1622 годы в результате набегов уезд опустел и пришёл в запустение. Следующий опустошительный набег, нанёсший огромный ущерб хозяйству, пришёлся на 1657 год, а последнюю оборону крепость приняла в 1659 году. Жители Епифани активно участвовали в восстании Болотникова. В 1665 году епифанским воеводой был Григорий Жохов.
В годы правления Петра I рядом с Епифанью строился Ивановский канал, который должен был соединить бассейны Дона и Волги. Был построен ряд шлюзов, в городе было открыто адмиралтейство, но затем эта идея была оставлена в связи с недостатком воды для пропуска судов (эти события нашли своеобразное отражение в повести Андрея Платонова «Епифанские шлюзы»).
По мере перемещения границы на юг Епифань постепенно утратила военно-стратегическое значение. В 1777 году Епифань стала уездным городом Епифанского уезда Тульского наместничества (с 1796 года — Тульская губерния). К середине XIX века Епифань стала важным торговым центром, получила известность проходящая ежегодно в августе Епифанская ярмарка. 28 октября 1914 года была открыта Епифанская учительская семинария, вторая в Тульской губернии. Семинария затем была преобразована в Епифанское педагогическое училище, просуществовавшее до 1979 года.

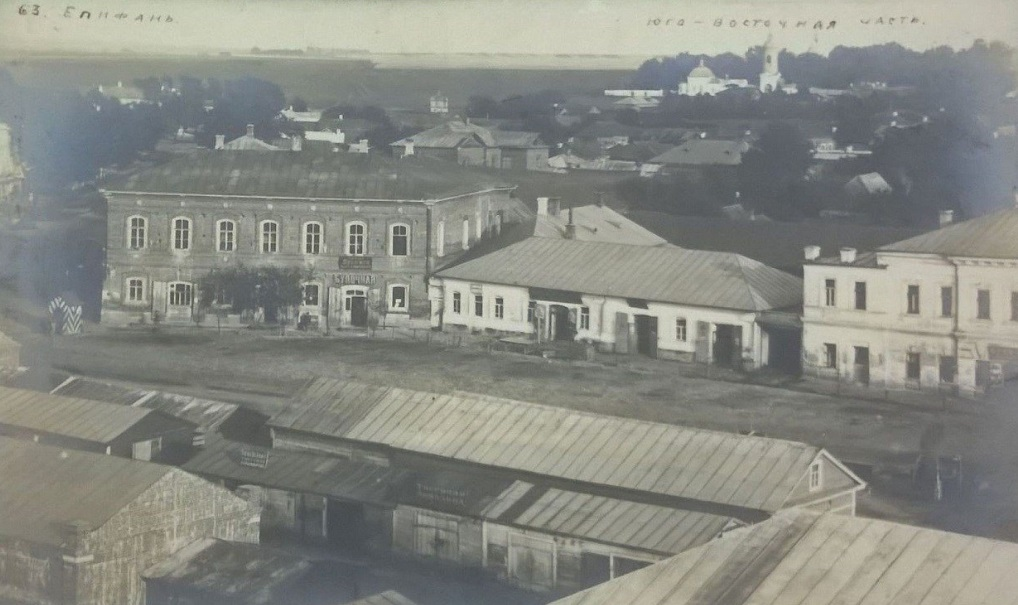
Юго-восточная часть Епифани
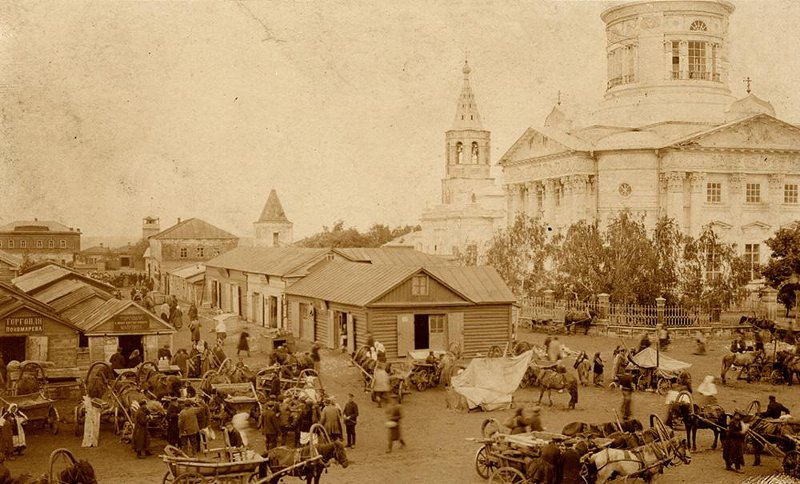
Вид на базарную площадь
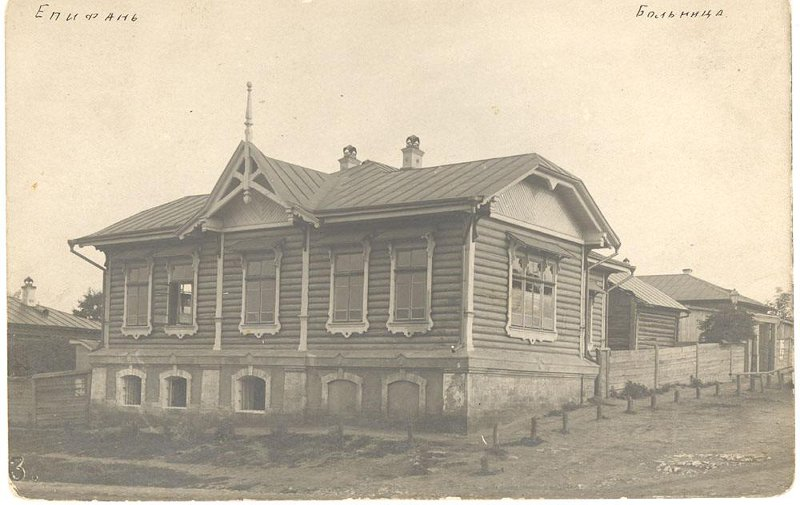
Больница в Епифани

В 1924 году Епифань стала центром Епифанского района Богородицкого уезда вместо упразднённого Епифанского уезда. В 1926 году город переведён в разряд сёл. 11 сентября 1938 года Епифань отнесена к категории рабочих посёлков. В 1958 году был ликвидирован Епифанский район в пользу Кимовского района.
С 2006 до 2011 года посёлок образовывал городское поселение рабочий посёлок Епифань. В 2011 году Епифань преобразован в сельский населённый пункт как посёлок и включён в ораблинский сельский округ в рамках административно-территориального устройства. В рамках организации местного самоуправления стал центром сельского поселения Епифанское.
25 мая 2025 года в ходе войны России и Украины в купол Никольского собора попал беспилотник, начался пожар.

## Герб

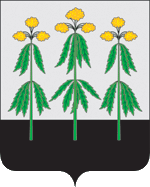
Герб Епифани

Первый герб Епифани утвержден вместе с остальными гербами Тульского наместничества 8 марта 1778 года. Современный герб утвержден решением Собрания депутатов муниципального образования рабочий поселок Епифань Кимовского района от 30 марта 2007 года № 21-66 и внесен в Государственный геральдический регистр РФ под № 3301. За основу герба взят исторический герб, подлинное описание которого гласит::

Щитъ, поле серебряное с чёрною внизу землёю, изъ которой вырастают три былины конопляныя, показуя, что окружности сего города, между прочими произведеніями, изобилуютъ въ конопляхъ.

Герб Епифани может воспроизводиться в двух равнозначных версиях: с вольной частью — четырёхугольником, примыкающим к верхнему краю щита с воспроизведёнными в нём фигурами герба Тульской области, а также без вольной части. Герб может воспроизводиться без короны и со статусной территориальной короной.

## Экономика
Основное предприятие — спиртовой завод.

## Культура
К учреждениям культуры, расположенным в Епифани, относятся муниципальное казённое учреждение культуры «Епифанский Центр культуры и досуга» и библиотека.

## Социальная сфера
В посёлке функционирует средняя школа, больница.

## Туризм

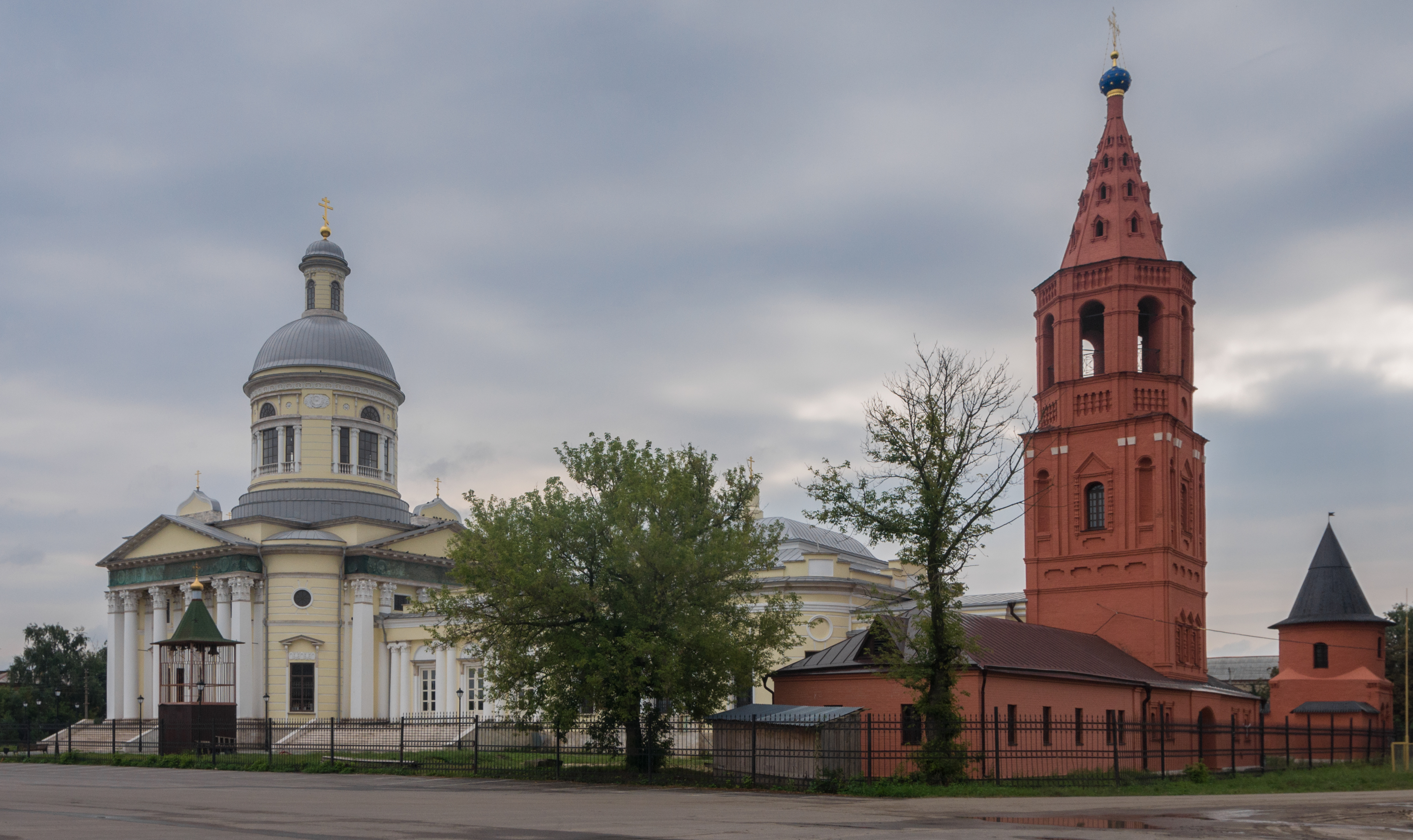
Никольский собор на центральной площади

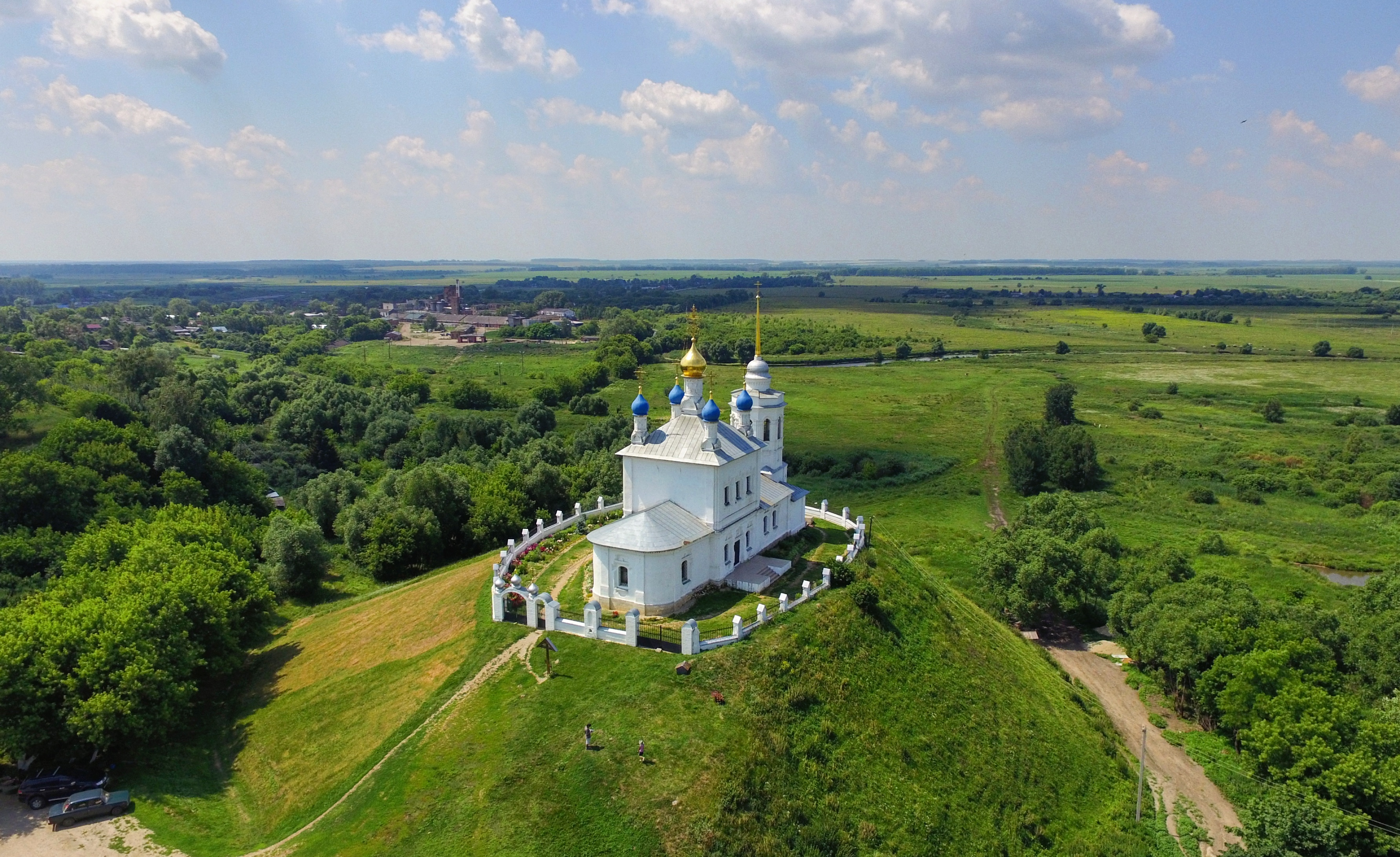
Успенская церковь на Федосеевом городище

Основной поток туристов, посещающих Епифань — это школьные экскурсионные группы и организованные туристические группы из музея-заповедника «Куликово поле». Самостоятельных туристов в поселке немного, что связано с недостаточно развитой инфраструктурой, в том числе непрямым сообщением с центром региона — Тулой.
Интерес представляют величественный Никольский собор, построенный в 1810—1850 годах, и Иоанно-Предтеченский храм (1802), расположенные на единственной площади, которая называется Красной. Сохранился ряд гражданских строений XIX века, среди них купеческий дом, имеющий в плане ромбовидную форму (два угла тупых и два острых).
Ещё одна сохранившаяся церковь в Епифани — Успенская — была построена в середине XVII века. В настоящее время в Успенской церкви размещается женский скит Троице-Сергиевой лавры, насчитывающий 20 монахинь. Успенский холм со святым источником на берегу реки Дон, по преданию, расположен на месте захоронения воинов, умерших от ранений после Куликовской битвы (1380).
В Епифани находится музей купеческого быта, который расположен в усадьбе мещан Байбаковых, типичной для уездного города России конца XIX — начала XX века, включает в себя жилой дом с гостиной, спальней и кабинетом, торговую лавку с подвалом, хозяйственный двор, огород и баню.
Ежегодно, с 2002 года, накануне православного праздника Медовый Спас в Епифани по инициативе государственного музея-заповедника «Куликово поле» на главной площади села устраивают Епифанскую ярмарку. Мёд и сваренная по старинным рецептам медовуха — главные герои праздника. На ярмарке работают медовые ряды, где можно приобрести продукцию тульских, орловских, воронежских пчеловодов, проходят конкурсы и театрализованные представления, а также концерты детских и взрослых творческих коллективов.
На окраине северной части Карачевского леса возле дороги на Епифань стоит мемориальный комплекс, посвящённый павшим воинам-освободителям. Был открыт 9 мая 1975 года. На его стенах высечены фамилии воинов 1086-го стрелкового полка 323-й стрелковой дивизии.

## Археология
В районе Епифани археологи музея-заповедника «Куликово поле» обнаружили на соседнем к острогу мысу остатки (транши ленточного фундамента) укреплений крепости древнерусского города. Предположительно, остатки фундамента могут быть датированы XII веком — для этого периода очень характерен, найденный венчик керамического сосуда.

## Известные уроженцы
- Кедров, Михаил Александрович (1878—1945) — русский вице-адмирал.
- Козлов, Иван Пименович (1920—2003) — советский и российский тренер по международным шашкам, шашечный деятель, советский шашист, советский военный, советский и российский есениновед.
- Немцов, Владимир Иванович (1907—1994) — русский советский писатель-фантаст, изобретатель, популяризатор науки, публицист.
- Оводов, Аркадий Александрович (1856—1912) — русский шашист, победитель первого заочного Всероссийского турнира по переписке в 1897 году и призёр первых Всероссийских шашечных турниров в 1894 и 1898 годах.
- Постнов, Алексей Алексеевич (1915—2013) — советский военный деятель, генерал-майор авиации. Герой Советского Союза.
- Протопопов, Владимир Александрович (1925—2021) — кандидат экономических наук, профессор.
- Чумаков, Михаил Петрович (1909—1993) — советский вирусолог, академик АМН (1960), основатель и первый директор Института полиомиелита и вирусных энцефалитов РАМН.